# Szpírosz Livathinósz
Szpírosz Livathinósz (görögül: Σπύρος Λιβαθηνός; Pátra, 1955. január 8. –) görög labdarúgóedző, korábban válogatott labdarúgó.

## Pályafutása

### Klubcsapatban
1974 és 1986 között a Panathinaikósz játékosa volt. Összesen 267 mérkőzésen lépett pályára és 43 gólt szerzett. A Panathinaikósz színeiben a görög bajnokságot három alkalommal, a görög kupát négy alkalommal nyerte meg. 1986 és 1988 között a ciprusi PO Lárnakasz csapatában játszott, melynek tagjaként ciprusi bajnokságot nyert 1988-ban.

### A válogatottban
1977 és 1982 között 27 alkalommal szerepelt a görög válogatottban és 1 gólt szerzett. Részt vett az 1980-as Európa-bajnokságon.

## Sikerei
Panathinaikósz
- Görög bajnok (3): 1976–77, 1983–84, 1985–86
- Görög kupa (4): 1976–77, 1981–82, 1983–84, 1985–86

PO Lárnakasz
- Ciprusi bajnok (1): 1987–88

## Külső hivatkozások
- Szpírosz Livathinósz adatlapja a National-Football-Teams.com oldalon (angolul)

- Szpírosz Livathinósz. eu-football.info